# Guerrilla Games
A Guerrilla B.V. (nome comercial: Guerrilla Games) é uma desenvolvedora holandesa de jogos eletrônicos sediada em Amsterdã. Era originalmente uma subsidiária da Lost Boys e depois da Media Republic, sendo atualmente propriedade da Sony Interactive Entertainment. A companhia foi fundada em 2000 depois da fusão entre a Orange Games e a Digital Infinity.

## Jogos
| Ano                  | Titulo                 | Plataforma(s)                |
| -------------------- | ---------------------- | ---------------------------- |
| como Lost Boys Games |                        |                              |
| 2001                 | Dizzy's Candy Quest    | Game Boy Color               |
| 2002                 | Rhino Rumble           | Game Boy Color               |
| 2002                 | Black Belt Challenge   | Game Boy Advance             |
| 2002                 | Invader                | Game Boy Advance             |
| como Guerrilla Games |                        |                              |
| 2004                 | Shellshock: Nam '67    | Windows, PlayStation 2, Xbox |
| 2004                 | Killzone               | PlayStation 2                |
| 2006                 | Killzone: Liberation   | PlayStation Portable         |
| 2009                 | Killzone 2             | PlayStation 3                |
| 2011                 | Killzone 3             | PlayStation 3                |
| 2013                 | Killzone: Shadow Fall  | PlayStation 4                |
| 2017                 | Horizon Zero Dawn      | PlayStation 4, Windows       |
| 2021                 | Horizon Forbidden West | Playstation 4, PlayStation 5 |